# Лёгкие крейсера типа «Капитани Романи»
Лёгкие крейсера типа «Капитани Романи» — тип лёгких крейсеров итальянского флота времён Второй мировой войны. Проектировались как океанские скауты (итал. esploratori oceanici), ввиду упразднения класса скаутов в итальянских ВМС 5 мая 1938 года, классифицировались как лёгкие крейсера. Фактически являлись пограничными кораблями между крейсерами и большими лидерами. Все корабли серии получили названия в честь полководцев Древнего Рима. Всего было заложено 12 крейсеров этого типа, в годы Второй мировой войны вошли в строй три корабля: «Аттилио Реголо» (итал. Attilio Regolo), «Сципионе Африкано» (итал. Scipione Africano), «Помпео Маньо» (итал. Pompeo Magno). Ещё четыре недостроенных крейсера, находившихся в высокой степени готовности, были потоплены в ходе войны уже после капитуляции Италии. Все три вступивших в строй крейсера уцелели в ходе военных действий.
После окончания Второй мировой войны «Аттилио Реголо» и «Сципионе Африкано» были переданы ВМС Франции, где их переименовали в «Шаторено» (фр. Chateauerenault) и «Гишен» (фр. Guichen), радикально модернизировали и переклассифицировали в эсминцы. «Помпео Маньо» и поднятый после затопления «Джулио Джерманико» (итал. Guulio Germanico) оставили в составе нового итальянского флота. Их также переименовали в «Сан Джорджио» (итал. San Giorgio) и «Сан Марко» (итал. San Marco), перестроили и перевели в класс эсминцев. Все корабли активно использовались до начала 1960-х годов.

## История создания
Проектирование лёгких крейсеров типа «Капитани Романи» началось как ответ итальянцев на развитие торпедно-артиллерийских сил Франции, которая рассматривалась фашистским режимом Б. Муссолини как основной противник в борьбе за господство на Средиземном море. В начале 1930-х годов французский флот пополнился тремя сериями контр-миноносцев типов «Бизон», «Эгль», «Вокелен», в постройке находились ещё более мощные корабли типов «Ле Фантаск» и «Могадор». Эти боевые единицы, традиционно именуемые в отечественной литературе лидерами эсминцев, фактически представляли собой особый подкласс, предназначенный для действий в однородных соединениях, но не для лидирования эсминцев, но скорее для их истребления. По планам французского военно-морского командования они должны были частично заменить лёгкие крейсера. Отличительными чертами французских контр-миноносцев стали высокая скорость и мощное вооружение из 138-мм орудий. На их фоне итальянские скауты типа «Навигатори» смотрелись слишком слабо, а крейсера типов «Альберико да Барбиано» и «Луиджи Кадорна», на которые возлагались большие надежды, оказались явно неудачными кораблями.
В 1935 году на основе чертежей новейших эсминцев типа «Маэстрале» был подготовлен проект скаута водоизмещением в 2800 тонн. Однако в 1935 году Италия напала на Эфиопию и вскоре захватила эту страну. Возникший международный кризис ухудшил отношения Италии с Великобританией и в число потенциальных противников попал Британский королевский флот. В то же время зона действия итальянского флота расширилась и теперь включала Красное море и Индийский океан. Было принято решение возложить на новые скауты ведение разведки в океане, но для этой задачи проект 2800-тонного корабля был слишком мал. Поэтому разработка была закрыта, а созданный задел был использован компанией OTO при проектировании лидера «Ташкент», построенного компанией для ВМФ СССР.
Новый проект скаута в 3400 тонн разрабатывался на основе крейсеров типа «Альберико ди Барбиано». Работы велись в «Комитете по проектам кораблей» (итал. Comitato Progetti Navi) под руководством полковника И. Альфано и генерала Д. Пульезе. Изначально предполагалось вести строительство с широким применением сварки и лёгких сплавов для снижения веса. Новые скауты предполагалось вооружить восемью новейшими 135-мм орудиями в спаренных башенноподобных установках, размещенных в оконечностях по линейно-возвышенной схеме. ПВО кораблей должны были обеспечивать шесть разрабатываемых 65-мм автоматических зенитных пушек в одинарных установках и четыре спаренных 20-мм установки. Торпедное вооружение включало два четырёхтрубных торпедных аппарата. Скауты должны были нести гидросамолёт, но ангара и катапульты не предусматривалось, предполагалось взлетать с воды. Намечалось защитить лёгкой бронёй энергетическую установку и боевую рубку, а скорость требовалось на уровне 41 узла.
В процессе дальнейшего проектирования были внесены некоторые изменения. Для экономии веса было решено отказаться от гидросамолёта, что не вызвало большого протеста заказчика, так как эксплуатация самолёта без катапульты представлялась проблематичной. Разработка 65-мм автоматов затягивалась, и было решено установить вместо них восемь одиночных 37-мм автоматов. Вместе с тем, сохранялась возможность установить 65-мм орудия по мере их готовности. Также пришлось отказаться от бронирования отсеков энергетической установки. Несмотря на эти меры, стандартное водоизмещение проекта выросло на 10 %.
Постройка крейсеров типа «Капитани Романи» была включена в кораблестроительную программу 1935—1936 годов, а окончательное решение об их строительстве было принято в 1937 году. Однако финансовые проблемы привели к тому, что закладка всех 12 кораблей состоялась лишь в 1939 году на стапелях шести итальянских компаний. Количество потребных единиц объяснялось желанием обеспечить постоянное присутствие в Красном море соединения из четырёх кораблей, заменяемых по ротации. Поскольку в 1938 году класс скаутов в итальянском флоте был упразднен, «капитани романи» теперь именовались лёгкими крейсерами. Следует отметить, что представляя новую кораблестроительную программу, итальянское военно-морское руководство заявило проектную скорость новых крейсеров в 44 узла и даже утверждало, что планируется достигнуть на испытаниях скорость 48 узлов. По мнению современных военно-морских историков, заявленные показатели были совершенно нереальны и их объявление преследовало чисто пропагандистские цели. Названия кораблям были даны в честь полководцев Древнего Рима, что соответствовало внешнеполитическим амбициям фашистской Италии.

## Описание конструкции

### Корпус и архитектура
Корпус лёгких крейсеров типа «Капитани Романи» проектировался исходя из задач достижения высокой скорости при приемлемой мореходности. Конструкторы выбрали для проекта гладкопалубный корпус с заметным подъёмом к форштевню. Форштевень был почти прямым на большей части, но в верхней трети имел заметный наклон вперед по клиперному типу. Внизу форштевень снабжался небольшим бульбом. Корма крейсеров была широкой и закругленной. Для достижения высокой скорости форма подводной части корпуса была тщательно отработана. Её обводы были хорошо обтекаемы и отличались значительной профилированностью в носовой части. Надводной части в носу был придан большой развал бортов. Набор корпуса имел смешанную конструкцию. В средней части он собирался по продольной схеме, в оконечностях по поперечной. Всего имелось 216 шпангоутов со шпацией 0,65 м, но в оконечностях шпация уменьшалась до 0,57 м. Почти по всей длине корпуса проходило двойное дно, переходившее в двойной борт.

### Энергетическая установка
Будучи новейшими кораблями итальянского флота крейсера типа «Капитани Романи» получили надёжную и эффективную энергетическую установку. Она была двухвальной и состояла из двух групп, расположенных по эшелонной схеме. Каждая группа включала турбозубчатый агрегат (ТЗА) и два котла, причём имелась возможность подключить котлы одной группы к ТЗА другой. Носовая группа вращала правый вал, кормовая левый. Каждый турбозубчатый агрегат состоял из одной турбины высокого давления и двух турбин низкого давления. На полной мощности турбина высокого давления обеспечивала 3140 оборотов в минуту, турбины низкого давления — 2140 оборотов в минуту. На крейсерах «Помпео Маньо» и «Оттавиано Аугусто» устанавливались турбины системы Parsons, на остальных турбины системы Belluzzo.
Турбины питались паром от водотрубных котлов Торникрофта. Четыре таких котла размещались в изолированных отсеках, группами по два. Каждая группа котлов работала на свой турбинный агрегат и имела свою дымовую трубу. Котлы работали при давлении 29 кг/см² и имели рабочую температуру 320 °C. Кроме основных имелось два вспомогательных котла, использовавшихся на стоянках. Время приведения котлов в рабочее состояние из холодного составляло 6 часов при обычной процедуре, 4 часа для срочного выхода в море и 3 часа при чрезвычайных обстоятельствах. Если же котлы находились под парами, в нормальных условиях можно было дать ход через 3 часа, через 2 часа для срочного выхода и через 1 час для исключительных случаев.
Винты были бронзовыми, трехлопастными, диаметром 4,2 м. Общая масса каждого винта составляла 12 т. Они вращались со скоростью 320 оборотов в минуту при полной мощности, причём правый винт вращался по часовой стрелке, а левый против часовой стрелки. Руль полубалансирный, площадью 15,72 м².

### Вооружение

#### Главный калибр
135-мм пушки были разработаны в ответ на появление на вооружении французских контрминоносцев 138-мм пушек, по сравнению с которыми 120-мм орудия итальянских эсминцев и скаутов выглядели слишком слабыми. При разработке этой артиллерийской системы итальянские конструкторы отказались от ряда сомнительных решений, присущих более ранним артиллерийским орудиям итальянского флота. В частности, они не стали стремиться к достижению предельно возможных баллистических характеристик, что положительно сказалось на живучести новых орудий. Кроме того, они отказались и от практики размещения пушек в одной орудийной люльке, что способствовало повышению кучности стрельбы.
135-мм пушки имели весьма умеренную начальную скорость снаряда, позволившую существенно снизить рассеивание при стрельбе и разгар стволов. Каждое орудие размещалось в собственной люльке и могло наводиться на цель в вертикальной плоскости по отдельности. Расстояние между осями стволов составило 140 см. Для сравнения, 152-мм пушки в башенных установках на ранних итальянских легких крейсерах имели расстояние между осями стволов всего 75 см, что крайне отрицательно влияло на кучность стрельбы. Среднее рассеивание снарядов 135-мм пушки не превышало 101 м на дистанции 17,5 км, что являлось очень хорошим результатом. Высокие характеристики новой артсистемы привели к тому, что первыми её получили модернизированные линкоры типа «Андреа Дориа».
Главный калибр крейсеров типа «Капитани Романи» размещался в четырёх двухорудийных башнях. Каждая башня весила по 42 т и имела бронирование до 20 мм, что обеспечивало защиту от пулемётного обстрела и, в некоторой степени, от осколков снарядов. Для каждой башни был устроен отдельный погреб боеприпасов, оборудованный системами быстрого затопления. С помощью двух вертикальных электрических подъемников снаряды и заряды поступали из погребов в перегрузочные отделения под башнями, а уже оттуда передавались в башни по наклонным подъемникам. Система позволяла поднимать по 36 снарядов и зарядов в минуту для каждой башни, в случае применения ручного привода скорость подачи боеприпаса снижалась вдвое.

#### Лёгкая зенитная артиллерия
На крейсерах типа «Капитани Романи» в качестве основного средства ближней ПВО устанавливалось по восемь 37-мм зенитных автоматов Breda Mod.1939 в одноорудийных установках R.M.1939. Орудие перезаряжалось за счет отвода дульных газов и имело воздушное охлаждение ствола, что снижало продолжительность допустимой стрельбы в сравнении с пушками, имевшими водяное охлаждение. Использовался противооткатный механизм, снижавший вибрации и способствовавший повышению кучности стрельбы. Питание автомата осуществлялось из магазинов по шесть патронов, вес унитарного патрона 1,63 кг. Теоретический темп стрельбы достигал 200 в/мин, но на практике необходимость смены магазинов снижали её до 140 в/мин.
Установка R.M.1939 весила 2 тонны и обеспечивала угол возвышения в пределах −10/+90°. Никакой броневой защиты установки не имели. Управление огнём было исключительно местным. Боезапас 37-мм снарядов составлял 12 000 на весь корабль. По итальянским стандартам автоматы Breda Mod.1939 считались вполне удовлетворительными, особенно при отражении атак низколетящих торпедоносцев.
| Артиллерия крейсеров типа «Капитани Романи» | Артиллерия крейсеров типа «Капитани Романи» | Артиллерия крейсеров типа «Капитани Романи» | Артиллерия крейсеров типа «Капитани Романи» | Артиллерия крейсеров типа «Капитани Романи» |
| орудие                                      | 135 mm/45 OTO/Ansaldo Mod. 1938             | 135 mm/45 OTO/Ansaldo Mod. 1938             | 37 mm/54 Breda Mod. 1939                    | 20 mm/70 Scotti Mod. 1941                   |
| ------------------------------------------- | ------------------------------------------- | ------------------------------------------- | ------------------------------------------- | ------------------------------------------- |
| калибр, мм                                  | 135                                         | 135                                         | 37                                          | 20                                          |
| длина ствола, калибров                      | 45                                          | 45                                          | 54                                          | 70                                          |
| масса орудия, кг                            | 6010                                        | 6010                                        | 138                                         | 73                                          |
| практическая скорострельность, в/мин        | 6                                           | 6                                           | 140                                         | 140                                         |
| углы склонения                              | −7°/45°                                     | −7°/45°                                     | −10°/+90°                                   | −10°/+100°                                  |
| вес снаряда, кг                             | 32,7                                        | 32,7                                        | 0,823                                       | 0,134                                       |
| начальная скорость, м/с                     | 825                                         | 825                                         | 800                                         | 840                                         |
| максимальная дальность, м                   | 19 600                                      | 19 600                                      | 7800                                        | 6100                                        |

#### Минно-торпедное вооружение
Крейсера типа «Капитани Романи» получили мощное торпедное вооружение. Оно включало два четырёхтрубных торпедных аппарата оригинальной конструкции. Торпедные трубы размещались в аппаратах по двухъярусной схеме, причём у нижних труб расстояние между осями было больше, чем у верхних. Между ними находился пост наводчика. В итальянском флоте эту конструкцию называли «четырехлистным клевером». Торпедная стрельба была возможна только при фиксированных углах наводки — 60°, 90° и 120° на каждый борт. Более точного наведения собирались достигнуть с помощью установки гироскопов торпед. Как показал боевой опыт других итальянских кораблей, это решение трудно было признать эффективным. Неудачными оказались и сами торпедные аппараты, чья надежность была весьма низкой.

## Служба во Второй мировой войне
|                     | заложен               | спущен               | вступил в строй     | судьба                                                                         |
| ------------------- | --------------------- | -------------------- | ------------------- | ------------------------------------------------------------------------------ |
| «Аттилио Реголо»    | 28 сентября 1939 года | 28 августа 1940 года | 14 мая 1942 года    | исключен из списков флота 26 июля 1948 года                                    |
| «Сципионе Африкано» | 28 сентября 1939 года | 12 января 1941 года  | 23 апреля 1943 года | исключен из списков флота 9 августа 1948 года                                  |
| «Помпео Маньо»      | 23 сентября 1939 года | 24 августа 1941 года | 4 июля 1943 года    | исключен из списков флота 15 мая 1950 года                                     |
| «Джулио Джерманико» | 3 апреля 1939 года    | 26 июля 1941 года    | —                   | исключен из списков флота 27 февраля 1947 года                                 |
| «Оттавиано Аугусто» | 23 сентября 1939 года | 28 апреля 1941 года  | —                   | потоплен американскими бомбардировщиками B-25 в Анконе 1 ноября 1943 года      |
| «Ульпио Траяно»     | 23 сентября 1939 года | 30 ноября 1942 года  | —                   | потоплен британскими боевыми пловцами в Палермо 3 января 1943 года             |
| «Кайо Марио»        | 28 сентября 1939 года | 17 августа 1941 года | —                   | затонул в Специи в апреле 1945 года                                            |
| «Корнелио Силла»    | 12 октября 1939 года  | 28 июня 1941 года    | —                   | потоплен американскими бомбардировщиками B-17 и B-24 в Генуе 24 июля 1944 года |
| «Клаудио Тиберио»   | 28 сентября 1939 года | —                    | —                   | разобран на стапеле между 24 декабря 1941 года и 18 февраля 1942 года          |
| «Паоло Эмилио»      | 12 октября 1939 года  | —                    | —                   | разобран на стапеле между 20 октября 1941 года и 10 февраля 1942 года          |
| «Клаудио Друзо»     | 27 сентября 1939 года | —                    | —                   | разобран на стапеле между 16 декабря 1941 года и 30 апреля 1942 года           |
| «Випсанио Агриппа»  | 6 октября 1939 года   | —                    | —                   | разобран на стапеле между 1 июля 1941 года и 20 августа 1942 года              |

### «Аттилио Реголо»
«Аттилио Реголо» строился в Ливорно верфью Odero-Terni-Orlando. Вступил в строй 14 мая 1942 года, причём приёмных испытаний фактически не проводилось в связи со сложной военной ситуацией. Первое время крейсер не привлекался к боевым действиям и занимался учебной подготовкой. 6 ноября 1942 года «Аттилио Реголо» вышел в свой первый и последний боевой поход. В составе группы эсминцев он участвовал в минной постановке у мыса Бон. После выполнения задачи крейсер был 7 ноября 1942 года атакован британской подводной лодкой P-46 (англ. Unruffled). В результате попадания торпеды были оторвана носовая часть корпуса вплоть до орудийных башен. Тем не менее, «Аттилио Реголо» остался на плаву и сохранил возможность движения. Несмотря на это, итальянское командование предпочло буксировать поврежденный корабль под охраной миноносцев. В ходе буксировки другая британская ПЛ P-44 United пыталась 8 ноября 1942 года атаковать крейсер, но силам эскорта удалось отогнать противника. 9 ноября 1942 года «Аттилио Реголо» было приведен в Палермо. 11 ноября 1942 года крейсер под охраной эсминцев был отправлен на ремонт в Специю. В ходе ремонта «Аттилио Реголо» получил новую носовую часть от недостроенного крейсера «Кайо Марио» и вновь вступил в строй 4 сентября 1943 года.
«Аттилио Реголо» был включен в состав группы эсминцев при линейных силах и базировался на Специю. На момент выхода Италии из Второй мировой войны крейсер находился в Специи. 8 сентября 1943 года крейсер в составе главных сил итальянского флота направился на Мальту для сдачи союзникам. После потопления немецкой авиацией линкора «Рома» у берега Сардинии «Аттилио Реголо» принял участие в спасении экипажа линкора. Операция заняла значительное время, и спасательный отряд потерял связь с главными силами. Ввиду неясности обстановки командир соединения капитан 1-го ранга Д. Марини принял решение увести корабли на Балеарские острова. 10 ноября 1943 года «Аттилио Реголо» и три эсминца прибыли в порт Маон на острове Минорка. После получения достоверных сведений об условиях перемирия командир соединения решил увести корабли на Мальту, однако испанские власти отказались снабдить его топливом. 11 сентября 1943 года итальянские корабли в порте Маон были интернированы. Пребывание на Балеарских островах продолжалось до конца 1944 года, после чего испанские власти разрешили интернированным кораблям присоединиться к союзникам. 15 января 1945 года «Аттилио Реголо» покинул Маон. 23 января 1945 года он был включен в 7-ю дивизию крейсеров и до конца войны успел совершить три транспортных рейса.
После окончания войны «Аттилио Реголо» и два его систершипа находились в течение трех лет в Специи. В соответствии с решениями Парижского договора 1947 года крейсер был 26 июля 1948 года исключен из состава итальянского флота и получил номер R-4. 1 августа 1948 года он был передан в Тулоне французскому флоту.

### «Сципионе Африкано»
«Сципионе Африкано» строился в Ливорно верфью Odero-Terni-Orlando, вступил в строй 23 апреля 1943 года. После прохождения ускоренного курса боевой подготовки был включен в группу эскадренных миноносцев при линейных силах. Базировался на Геную и Специю. После высадки союзников в Сицилии было принято решение отправить «Сципионе Африкано» в Таранто. В ночь на 17 июля 1943 года крейсер был атакован в Мессинском проливе четырьмя британскими торпедными катерами. Своевременно обнаружив противника с помощью радиолокатора, «Сципионе Африкано» увеличил скорость и открыл эффективный огонь по атаковавшим его с двух сторон катерам. В результате был потоплен вместе со всем экипажем британский торпедный катер MTB-316, остальные были вынуждены выйти из боя. Итальянский корабль никаких повреждений не получил. Согласно рапорту командира, в ходе боя крейсер развил скорость 43 узла. Утром 17 июля 1943 года"Сципионе Африкано" прибыл в Таранто.
В первой половине августа 1943 года «Сципионе Африкано» принял участие в четырёх минно-заградительных операциях флота в районах Калабрии и Таранто. 10 сентября 1943 года крейсер сопровождал корвет «Байонетта», на котором находились король Италии Виктор-Эммануил III и премьер-министр Италии маршал Бадольо. 29 сентября 1943 года «Сципионе Африкано» доставил Бадольо на Мальту для переговоров с союзниками. В дальнейшем крейсер принял участие в войне на стороне союзников, выполняя в основном транспортные перевозки. После окончания войны был переведен в Специю. 9 августа 1948 года корабль исключили из состава итальянского флота и 15 августа 1948 года передали в Тулоне французам под номером S-7.

### «Помпео Маньо»
«Помпео Маньо» вступил в строй 4 июня 1943 года и участия в боевых действиях принять не успел. За три месяца пребывания в составе итальянского королевского флота он лишь семь раз выходил в море для боевой подготовки. 9—10 сентября 1943 года крейсер в составе итальянского соединения перешёл на Мальту, где сдался союзникам. Атаки немецкой авиации в ходе перехода не причинили «Помпео Маньо» ущерба. 4 октября 1943 года крейсер перешёл в Таранто и был включен в состав 8-й дивизии крейсеров. 2 февраля 1944 года корабль передали в состав 7-й дивизии крейсеров, в которой он и закончил войну. «Помпео Маньо» в ходе войны использовался главным образом для транспортных перевозок в интересах союзников.
После окончания войны «Помпео Маньо» находился в Специи. Хотя крейсер не вошёл в число кораблей, предназначенных для передачи по репарациям, 1 мая 1948 года его исключили из состава действующего флота и переименовали в блокшив FV-1. 15 июня 1949 года завершилось его разоружение, а 15 мая 1950 года его официально исключили из списков флота.

### «Джулио Джерманико»
«Джулио Джерманико» к моменту капитуляции Италии находился в 94 % готовности и стоял в Кастелламмаре-ди-Стабия. Корабль был полностью вооружен, укомплектован экипажем, на нём оставалось смонтировать лишь некоторое оборудование. 9 сентября 1943 года немецкие войска предприняли попытку захвата итальянских кораблей в этой гавани. Экипаж крейсера открыл огонь и отразил атаку. Но в надежде на скорую помощь союзников итальянцы не попытались вывести свои корабли в море. 11 сентября 1943 года немцы повторили атаку и после израсходования боезапаса «Джулио Джерманико» был захвачен. 28 сентября 1943 года при отступлении из города немцы затопили крейсер. 27 февраля 1947 года его официально исключили из списков флота. В 1948 году «Джулио Джерманико» был поднят, причём его состояние сочли удовлетворительным. Поэтому корабль не сдали на слом, а переклассифицировали в блокшив FV-2 с перспективой ремонта.

### «Оттавиано Аугусто»
«Оттавиано Аугусто» строился в Анконе верфью Cantieri Navali Riuniti del Adriatico. 28 апреля 1941 года крейсер спустили на воду и достраивали на плаву. Итальянское командование рассчитывало ввести его в строй к концу 1943 года, и на 1 июля 1943 года его готовность оценивалась в 85 %, причём было полностью установлено вооружение. 14 сентября 1943 года немецкие войска захватили Анкону и все стоявшие там корабли. Однако 1 ноября 1943 года город и гавань подверглись неоднократным налетам американских бомбардировщиков B-25 из состава 12-й и 15-й воздушных армий ВВС США. «Оттавиано Аугусто» получил ряд повреждений и не имея на борту экипажа медленно затонул прямо у пирса. Официально крейсер был исключен из состава флота 27 мая 1947 года.

### «Ульпио Траяно»
«Ульпио Траяно» строился в Палермо верфью Cantieri Navali Riuniti. Он был спущен на воду 30 ноября 1942 года, последним среди всех кораблей серии. В ночь на 3 января 1943 года в гавань Палермо проникли боевые пловцы британского флота. Экипажу одного из британских «чериотов» удалось прикрепить к днищу недостроенного крейсера заряд, который сработал 3 января 1943 года в 7:58 утра. Взрыв разломил «Ульпио Траяно» на две части и он почти сразу затонул. Экипаж «чериота» не смог выбраться из гавани и попал в плен. Официально крейсер был исключен из состава флота 27 февраля 1947 года.

### «Кайо Марио»
«Кайо Марио» строился в Ливорно верфью Odero-Terni-Orlando. Крейсер был спущен на воду 17 августа 1941 года однако в дальнейшем работы на корабле прекратились. Носовую часть «Кайо Марио» использовали для ремонта поврежденного «Аттилио Реголо», а корпус крейсера отбуксировали в Специю и использовали как угольный склад. В начале 1943 года было принято решение достроить «Кайо Марио» вместо погибшего в Палермо «Ульпио Траяно», но к работам так и не приступили. В дальнейшем корпус корабля был захвачен немецкой армией. После освобождения Анконы в апреле 1945 года был обнаружен затопленный корпус крейсера. По всей видимости, корабль затонул без постороннего участия. Официально «Кайо Марио» был исключен из состава флота 23 мая 1947 года.

### «Корнелио Силла»
«Корнелио Силла» строился в Генуе верфью Ansaldo и был спущен на воду 28 июня 1941 года. После выхода Италии из войны крейсер был захвачен в Генуе немецкими войсками при готовности корпуса 84 %. Однако его механизмы предназначались для установки на строящийся авианосец «Аквила». После налёта американских тяжёлых бомбардировщиков на порт Генуи 24 июля 1944 года корпус «Корнелио Силла» получил серьёзные повреждения и вскоре затонул. Официально крейсер был исключен из состава флота 10 октября 1947 года.

## Служба в послевоенном итальянском флоте

### Модернизация
В начале 1950-х годов итальянцы приступили к восстановлению своего военно-морского флота. 1 марта 1951 года указом президента Италии блокшивы FV-1 и FV-2, бывшие «Помпео Маньо» и «Джулио Джерманико» были зачислены в состав возрожденных ВМС Италии под новыми именами: «Сан Джорджо» и «Сан Марко». Оба корабля были в 1953 году направлены на ремонт и модернизацию. «Сан Джорджо» прошёл их на верфи в Генуе, «Сан Марко» в Кастелламаре-де-Стабиа. Модернизация обоих кораблей завершилась в 1955 году — на «Сан Джорджо» в июне, на «Сан Марко» в декабре. В ходе проведенных работ были капитально отремонтированы механизмы, перестроены погреба, внутренние помещения и надстройки, установлены новые мачты, сняты торпедные аппараты, полностью заменено артиллерийское вооружение и радиоэлектронное оборудование.
Главным калибром перестроенных кораблей стали американские 127-мм универсальные орудия Mk.12 в башенных установках Mk.38, широко применявшихся ВМС США в годы Второй мировой войны. Одна такая двухорудийная башня была установлена в носовой части кораблей, ещё две в кормовой, по линейно-возвышенной схеме. Лёгкую зенитную артиллерию также заменили на американскую. Теперь «Сан Джорджо» и «Сан Марко» несли по 20 стволов 40-мм автоматических пушек Bofors L60 в четырёх счетверённых установках Mk.4 и двух спаренных установках Mk.1. Управление огнём универсальной артиллерии осуществлялось американским директором Mk.37, сопряженным с радаром Mk.12/22. «Бофорсы» получили пять итальянских директоров OG-1, в дальнейшем замененных на более совершенные OG-2 с радаром MLT-4. Кроме того, на кораблях установили американские радиолокаторы SPS-6 для обнаружения воздушных целей и SG-6B, работавший по надводным целям.
Было заметно усилено противолодочное вооружение. Вместо прежней носовой возвышенной башни главного калибра установили трехствольный реактивный противолодочный бомбомёт «Менон» K-113. Это оружие было разработано итальянской промышленностью на базе британского бомбомета «Лимбо». Бомбомет перезаряжался автоматически и мог стрелять 305-мм глубинными бомбами массой 160 кг на дальность от 400 до 900 метров. Бомбомет «Менон» дополняли четыре бомбомета по бортам и кормовой бомбосбрасыватель. Применение противолодочного оружия обеспечивалось гидроакустической станцией SQS-11 американского производства.
После возвращения в строй корабли были классифицированы как эсминцы (итал. Cacciatorpedeniere), но 10 апреля 1957 года их переклассифицировали в лидеры эсминцев (итал. Cacciatorpedeniere Conduttori), неофициально же эти корабли называли «суперэсминцами» (итал. Supercaccia). Несмотря на проведенную модернизацию, итальянское командование рассматривало тип «Сан Джорджио» как переходный. Фактически они примерно соответствовали по вооружению типичному американскому эсминцу постройки времен Второй мировой войны и в эпоху реактивной авиации их противовоздушные возможности рассматривались как совершенно недостаточные. Считалось, что эти корабли смогут эффективно применить свою артиллерию лишь против небольших морских целей, а также для обстрела побережья.
| Водоизмещение, стандартное/полное, т        | 3950/5600            |
| Энергетическая установка, л. с.             | 110 000              |
| Максимальная скорость, узлов                | 39                   |
| Дальность плавания, миль на скорости, узлов | 4060 (16)            |
| Универсальная артиллерия                    | 3×2 — 127-мм/38      |
| Лёгкая зенитная артиллерия                  | 4×4 и 2×2 — 40-мм/56 |
| Бомбометы                                   | 1×3 — 305-мм         |
| Экипаж, чел.                                | 410                  |

### «Сан Джорджо»
«Сан Джорджо» вновь вступил в строй 1 июля 1955 года и получил бортовой тактический номер D562. В течение последующих восьми лет корабль принимал активное участие в боевой подготовке итальянского флота. Хотя «Сан Джорджо» редко покидал пределы Средиземного моря, иногда ему доводилось совершать длительные океанские походы. Так в 1957 году корабль посетил США, приняв участие в военно-морском параде в Норфолке 12 июня 1957 года. В ходе этого плавания он также побывал в Нью-Йорке и Гибралтаре. Летом 1960 года «Сан Джорджо» совершил поход вокруг Европы, посетив Лиссабон, Портсмут, Киль и Брест. В ноябре 1962 года и в феврале 1963 года корабль участвовал в крупных манёврах военно-морских сил НАТО.
1 июня 1963 года «Сан Джорджо» прибыл в Специю для прохождения новой модернизации на местном военно-морском арсенале. Корабль вновь вступил в строй 15 января 1965 года. В дальнейшем он использовался, главным образом, как учебный корабль, лишь изредка привлекаясь к учениям и манёврам флота. Так зимой 1969 года «Сан Джорджо» участвовал в крупных манёврах флота, причём на нём держал свой флаг командующий ВМС Италии вице-адмирал Д. Розелли-Лоренцини. В качестве учебного корабля «Сан Джорджо» совершил множество плаваний с курсантами на борту, причём не только в акватории Средиземного моря. Корабль неоднократно пересекал океан, посещая США и страны Латинской Америки, однажды побывал и в Индийском океане, дойдя до Сингапура. В 1970-х интенсивность использования «Сан Джорджо» снизилась, а в 1980 году его исключили из состава флота и вскоре продали на слом.

### «Сан Марко»
«Сан Марко» вступил в строй 1 января 1956 года. Он был включен в состав 1-й морской дивизии в качестве флагманского корабля и базировался в Таранто. В 1957 году корабль совершил трансатлантический поход, в ходе которого побывал в Норфолке, Нью-Йорке и на Бермудских островах. В последующие годы «Сан Марко» активно участвовал в учениях и манёврах итальянского флота и военно-морских сил НАТО. В 1962—1963 годах он прошёл ремонт в Специи, после чего стал флагманом 2-й морской дивизии. В сентябре 1964 года «Сан Марко» представлял Италию на торжествах в честь Дня независимости Мальты. В 1966 году корабль совершил новый поход в Атлантику. В дальнейшем «Сан Марко» был выведен в резерв и практически не выходил в море. 31 мая 1970 года корабль исключили из списков флота, а в 1971 году продали на слом.

## Служба в послевоенном французском флоте

### Модернизация
В августе 1948 года французский флот получил в счет репараций по Парижскому договору 1947 года бывшие итальянские крейсера «Аттилио Реголо» и «Сципионе Африкано». Осенью 1948 года они были включены в состав ВМС Франции как лёгкие крейсера, причём «Аттилио Реголо» стал именоваться «Шаторено», а «Сципионе Африкано» — «Гишен». В первые годы своего пребывания в составе французского флота эти корабли крайне редко выходили в море. Французские ВМС в первые послевоенные годы были укомплектованы крайне разнородным набором кораблей, как французской постройки, так и переданных из состава флотов США, Великобритании, Германии и Италии. Командование флота поставило задачу приведения всех вновь полученных кораблей к единому стандарту.
В соответствие с этими планами «Шаторено» и «Гишен» были исключены из состава действующего флота и в январе 1953 года были поставлены на ремонт и модернизацию на верфи Forges et Chantiers de la Mediterranee в Ла Сейне. Ставилась задача привести характеристики бывших итальянских кораблей в один ряд с новейшими французскими эсминцами типа «Сюркуф». Намечалось полностью заменить итальянское вооружение, радиоэлектронное оборудование, перестройку верхних помещений и надстроек. Также планировался капитальный ремонт механизмов.
Главным калибром типа «Шаторено» стали немецкие 105-мм универсальные орудия SK C/33 времен Второй мировой войны. Три спаренные установки LC/37 были установлены вместо башен № 1, 3 и 4. Вместо башни № 2 появилась спаренная установка ACAD с 57-мм зенитными автоматами образца 1951 года, разработанными шведским концерном «Бофорс» и производившимися во Франции по лицензии. Ещё четыре таких установки размещались побортно на верхней надстройке позади второй дымовой трубы. Таким образом итальянские крейсера продолжили службу под чужим флагом в качестве эсминцев, хотя по оригинальной французской классификации они сначала числились «быстроходными эскортными кораблями» (фр. Escorteurs Rapides), а затем «эскадренными эскортными кораблями» (фр. Escorteurs d’Escadre). На данный класс возлагались задачи ПВО и ПЛО соединений линкоров и авианосцев. По мнению французских военно-морских специалистов, модернизация бывших итальянских кораблей была малоудачной. Новое вооружение разместили слишком высоко, и это отрицательно сказалось на остойчивости эсминцев. В штормовую погоду они испытывали большие проблемы и не могли использовать свою артиллерию. Реальная скорость упала до 34 узлов. Условия обитаемости на типе «Шаторено» оказались неудовлетворительными. Численность экипажа выросла, но все вновь созданные объёмы заняло новое оборудование.
| Водоизмещение, стандартное/полное, т        | 3680/5500                    |
| Энергетическая установка, л. с.             | 110 000                      |
| Максимальная скорость, узлов                | 39                           |
| Дальность плавания, миль на скорости, узлов | 3600 (18)                    |
| Универсальная артиллерия                    | 3×2 — 105-мм/65              |
| Лёгкая зенитная артиллерия                  | 5×2 — 57-мм/60 4×1 — 13,2-мм |
| Торпедное вооружение                        | 4×3 — 550-мм ТА              |
| Экипаж, чел.                                | 353                          |

### «Шаторено»
«Шаторено» вновь вошёл в строй в 1954 году и в марте 1955 года уже участвовал в крупных военно-морских манёврах у берегов Алжира. 9 апреля 1955 года «Шаторено» стал флагманом 1-й флотилии эсминцев, базировавшейся в Тулоне. В 1955—1956 годах «Шаторено» в составе своей флотилии принимал участие в целой серии военно-морских манёвров НАТО. 21 мая 1956 года, проходя Гибралтарский пролив в составе соединения, эсминец протаранил сухогруз «Тилли», следовавший под флагом Либерии. В столкновении оба корабля получили серьёзные повреждения, но «Шаторено» своим ходом дошёл до Орана, где был проведен аварийный ремонт.
Летом 1956 года «Шаторено» был выведен из боевого состава флота для новой модернизации на верфи в Ла-Сейне. С корабля сняли кормовую установку 105-мм орудий и носовую пару торпедных аппаратов. Взамен были оборудованы новые помещения для штаба и команды. Таким образом, «Шаторено» стал более удобен в качестве корабля управления соединением, но его боевой потенциал снизился, а остойчивость не улучшилась.
После возвращения в строй в июне 1957 года «Шаторено» вновь стал флагманом 1-й флотилии эсминцев. В дальнейшем он действовал преимущественно в Средиземном море, принимая участие во всех основных учениях французского флота и ВМС НАТО. В апреле 1961 года «Шаторено» перебазировался в Брест и стал флагманом Лёгкой дивизии вместо списанного «Гишена». В течение следующего года эсминец совершил значительное число походов в Атлантике в составе своего нового соединения и посетил Йорктаун, Ки-Уэст, Порт-о-Пренс, Дакар, Абиджан. Однако на фоне новых кораблей послевоенного французского флота «Шаторено» уже выглядел устаревшим и 13 сентября 1962 года он был исключен из боевого состава флота. Некоторое время корабль служил плавучей казармой в Лорьяне, но в 1969 году был продан на слом.

### «Гишен»
«Гишен» вновь вошёл в строй в 1954 году. В 1955 году он вместе с «Шаторено» был включен в состав 1-й флотилии эсминцев, базировавшуюся на Тулон. Корабль участвовал во всех учениях своего соединения, а в 1955 году вместе с крейсером «Жорж Леги» и эсминцем «Сюркуф» посетил Дарданеллы для участия в торжествах в честь 40-летней годовщины Дарданелльской операции. После выхода из строя «Шаторено», «Гишен» временно стал флагманом 1-й флотилии эсминцев. В июле 1957 года «Гишен» был поставлен на ремонт в Бизерте. Ремонт завершился к концу 1958 года, после чего эсминец стал флагманом Лёгкой эскадры. В её составе «Гишен» посетил Норвегию и Нидерланды, совершил плавание вдоль берегов Африки, неоднократно участвовал в учениях французского флота в Средиземном море и Атлантическом океане.
После пополнения ВМС Франции новыми кораблями послевоенной постройки, ценность трофейных итальянских кораблей стала выглядеть сомнительной и 1 апреля 1961 года «Гишен» был выведен в резерв. Его поставили на прикол в Бресте. В дальнейшем «Гишен» был переведен на корабельное кладбище в Ландевенне. Только 1 июня 1976 года эсминец был передан на слом. Разборка «Гишена» завершилась в 1979 году.

## Оценка проекта
С технической точки зрения проект был выполнен на высоком уровне. Удачные обводы подводной части в сочетании с мощной и надежной силовой установкой позволяли крейсерам типа «Капитани Романи» и в боевой обстановке развивать скорость более 40 узлов. Высокий борт гладкопалубного корпуса обеспечивал хорошую мореходность. В отличие от многих итальянских кораблей «капитани» обладали и вполне приличной дальностью плавания. Главный калибр отличался надежностью и эффективностью, орудийные башни были удачно размещены, обеспечивая большие сектора обстрела. Система управления огнём была достаточно совершенной для кораблей такого водоизмещения. Лёгкая зенитная артиллерия была многочисленной по меркам итальянского флота, хотя имела лишь местное управление.
Среди зарубежных аналогов можно выделить только французские контр-миноносцы типа «Могадор», традиционно именуемые в отечественной литературе лидерами. При примерно равных характеристиках главного калибра и практически одинаковой скорости хода французские корабли имели заметно меньшее водоизмещение. Однако итальянские корабли явно превосходили своих оппонентов по характеристикам систем управления огнём, дальности и мореходности, несли гораздо больше зенитных автоматов и могли принимать солидное количество мин без ущерба для боеспособности.
Несмотря на столь высокие боевые качества короткие военные карьеры немногих построенных крейсеров типа «Капитани Романи» трудно назвать удачными. По мнению современных западных специалистов, командование Реджиа Марина использовало эти крейсера совершенно неправильно. Свои боевые свойства они могли бы эффективно проявить в составе быстроходных соединений, действующих при поддержке эсминцев и под соответствующим прикрытием тяжёлых кораблей. Атакуя вражеские конвои они могли бы повлиять на ход морской войны. Вероятно эффективным было бы и их применение для активных минных постановок. Вместо этого итальянские адмиралы использовали «капитани» в составе эскортных соединений и для оборонительных минных постановок, что не позволяло использовать их потенциал. Впрочем, почти тоже можно сказать и о других классах боевых единиц итальянского флота.
| Водоизмещение, стандартное/полное, т        | 2997/4018                 | 3686/5334               |
| Энергетическая установка, л. с.             | 92 000                    | 110 000                 |
| Максимальная скорость, узлов                | 42                        | 40                      |
| Дальность плавания, миль на скорости, узлов | 3000 (20) 2650 (24)       | 4411 (18) 3000 (25)     |
| Артиллерия главного калибра                 | 4×2 — 138,6-мм/50         | 4×2 — 135-мм/45         |
| Лёгкая зенитная артиллерия                  | 2×2 — 37-мм 2×2 — 13,2-мм | 8×1 — 37-мм 4×2 — 20-мм |
| Торпедное вооружение                        | 2×3 и 2×2 — 550-мм ТА     | 2×4 — 533-мм ТА         |
| Бронирование, мм                            | —                         | башни — 20, рубка — 15  |
| Экипаж, чел.                                | 245                       | 418                     |